# Jørn Dohrmann
Jørn Dohrmann (* 9. Januar 1969 in Vamdrup) ist ein dänischer Politiker der Dänischen Volkspartei (dänisch Dansk Folkeparti).

## Leben
Von 2001 bis 2014 war Dohrmann Abgeordneter im Folketing. Seit 2014 ist Dohrmann Abgeordneter im Europäischen Parlament. Dort ist er Vorsitzender der Delegation für die Beziehungen zur Schweiz und zu Norwegen, im Gemischten Parlamentarischen Ausschuss EU-Island und im Gemischten Parlamentarischen Ausschuss Europäischer Wirtschaftsraum. Zudem ist er Mitglied in der Konferenz der Delegationsvorsitze, im Ausschuss für Umweltfragen, öffentliche Gesundheit und Lebensmittelsicherheit, in der Delegation für die Beziehungen zum Palästinensischen Legislativrat und in der Delegation in der Parlamentarischen Versammlung der Union für den Mittelmeerraum.